# 135街車站 (IRT萊諾克斯大道線)
135街車站（英語：135th Street station）是美國紐約地鐵IRT萊諾克斯大道線的地鐵站，位於曼哈頓哈萊姆區135街及萊諾克斯大道交界，設有2號線（任何時候停站）與3號線（任何時候停站）列車服務。

## 車站結構
| G        | 街道               | 出入口 北行服務升降機位於135街及萊諾克斯大道東北角；南行服務升降機位於西南角            |
| P 月台層 | 側式月台，右側開門 | 側式月台，右側開門                                                                      |
| P 月台層 | 北行               | 往威克菲爾德-241街（149街-大廣場） · 往哈萊姆-148街（145街）                            |
| P 月台層 | 中央軌道           | 無定期服務                                                                              |
| P 月台層 | 南行               | 往夫拉特布殊大道-布魯克林學院（125街） · 往新地段大道（深夜時往時報廣場-42街）（125街） |
| P 月台層 | 側式月台，右側開門 |                                                                                         |

這個地下車站於1904年11月23日啟用，設有兩個側式月台和三條軌道。北行外側軌道於車站北面匯入中央軌道，而中央軌道則於車站南面匯入南行軌道。中央軌道曾被3號線接駁線於深夜時作為哈萊姆-148街開出列車的總站，直至1995年服務被接駁巴士取代。深夜3號線服務於2008年7月27日重啟，但總站改為時報廣場-42街。
車站以北設有剪式橫渡線，容許列車在兩條軌道之間切換。在142街交匯處，2號線列車經IRT白原路線提供前往布朗克斯的服務，而3號線列車則繼續在IRT萊諾克斯大道線運行到145街車站與哈萊姆-148街。

## 外部連結
- nycsubway.org—IRT White Plains Road Line: 135th Street
- nycsubway.org — Harlem Timeline Artwork by Willie Birch (1995)（页面存档备份，存于）
- Station Reporter — 2 Train
- Station Reporter — 3 Train
- The Subway Nut — 135th Street Pictures（页面存档备份，存于）
- MTA's Arts For Transit — 135th Street (IRT Lenox Avenue Line)
- 135th Street entrance from Google Maps Street View
- Platforms from Google Maps Street View （页面存档备份，存于）